# 주라쿠다이

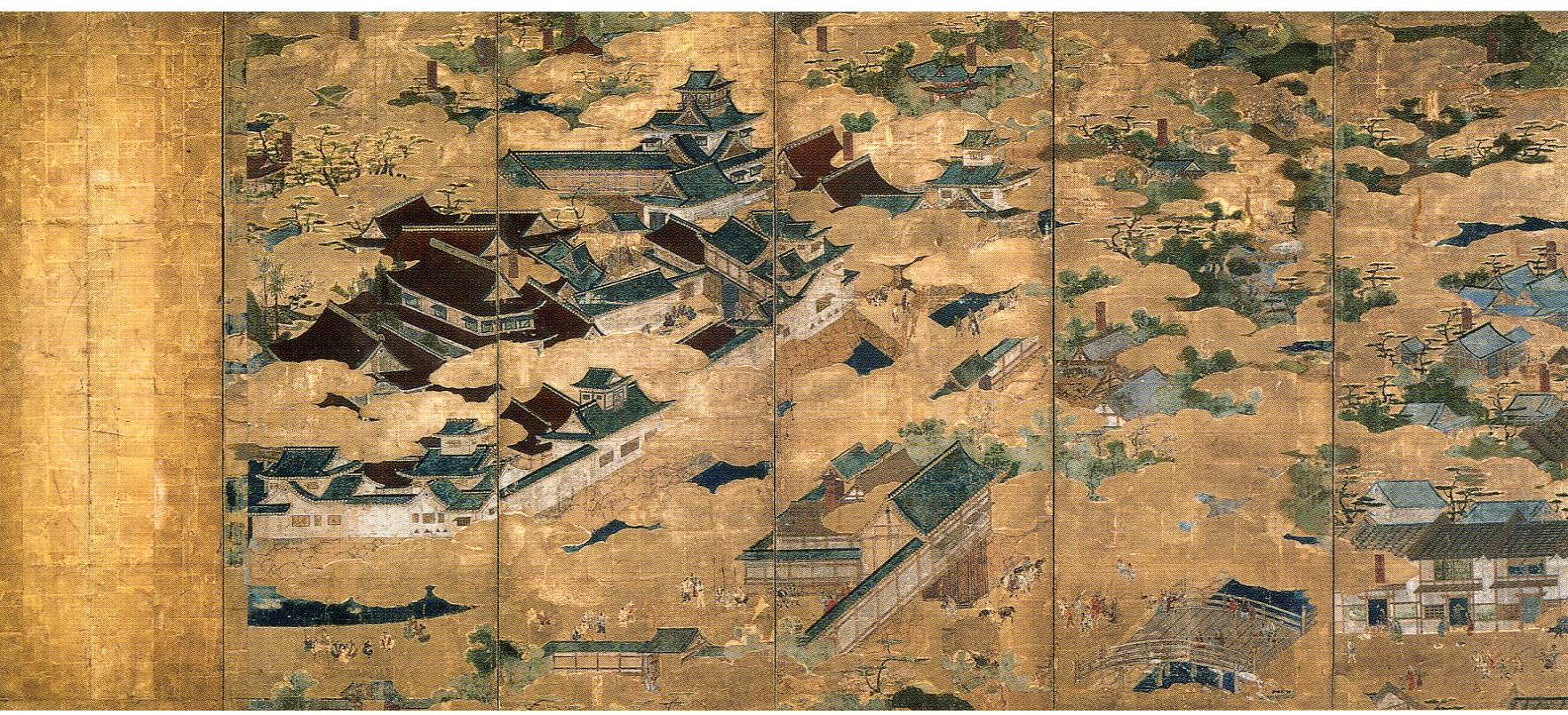
《주라쿠다이 병풍도》(미쓰이 문고 소장)

주라쿠다이(일본어: 聚楽第 주라쿠테이[*]）는 아즈치모모야마 시대에 도요토미 히데요시가 교토의 나이야에 지은 대저택이다. 주라쿠 정(聚楽亭)이라고도 불린다. 일종의 해자가 있는 성으로 볼 수 있어, 주라쿠 성(聚楽城)으로도 불린다.

## 개요
주라쿠다이는 간파쿠 히데요시가 정무를 보던 정청 겸 저택으로 1586년 2월에 착공하여 다음해 9월에 완성했다. 규슈 정벌을 마친 히데요시는 오사카성에서 이곳으로 와 정무를 집행하였다. 1588년 5월 9일 고요제이 천황의 유행을 맞이하여 향연을 배풀었다. 또한 1591년 예수회의 동일본 관찰사 알렉산드로 발리냐노 일행과 덴쇼 소년사절단과 도요토미 히데요시의 알현도 여기에서 이루어졌다.

## 초호화 건물
금박을 입힌 기와를 사용하는 등 모습이 호화로웠다. 다이(第)는 원래 저택이라는 의미지만, 여기에는 천수가 중심에 있는 혼마루와 니노마루 등이 있었고, 주위를 해자로 둘러서 방어하는 일본 성의 특징도 갖추고 있었다.
이 건물을 묘사한 예수회 신부 루이스 프로이스는 그의 저서 《일본사》에 이 건물을 이렇게 묘사했다.
| “ | 건물은 주변이 반리나 되었고 석벽의 돌은 촘촘하지는 않았지만 회반죽으로 접합되었고, 기술이 뛰어나고 벽이 두꺼웠기 때문에 멀리서 보면 석조건물로 착각할 정도였다고 한다. 이 건물에 쓰였던 돌의 대부분은 드물게 볼 정도 크기로 먼 지방에서 사람이 메고 운반해온 것인데, 때로 돌 하나 옮기는데 3000~4000명의 일손이 필요하기도 하였다. 방과 객실 그밖의 공간에는 최량의 목재가 쓰였고 대부분은 삼나무의 향기를 내뿜고 있었다. 내부는 모두 황금색으로 빛나고 갖가지 그림으로 장식 되었으며 너무나도 청결하고 완벽하며 또한 조화가 이루어져 있는 점에 사람들은 경탄을 금치 못하였다. | ” |

## 기타
저택내에는 일본의 다조(茶祖)로 불리는 히데요시의 다도 스승인 센노 리큐의 집도 지어졌으며 1587년 10월에는 기타노 신사 앞에서 다도회인 기타노 오차노유가 열렸다.
1591년 12월 히데요시가 간파쿠 직을 조카인 도요토미 히데쓰구에게 물려주면서 주라쿠다이도 히데쓰구의 거처가 되었다. 이후 고요제이 천황이 디시 여기에 들러 머물렀다. 1594년 도요토미 히데요시는 후시미성 축성을 착수했는데 다음해에 간파쿠 히데쓰구에게 할복을 명하고 주라쿠 다이는 철거시켜 버린다. 히데요시는 주라쿠다이의 건물 대부분을 후시미 성에 옮겨 쓰도록 하였다.